# Tamparan
Tamparan is een gemeente in de Filipijnse provincie Lanao del Sur in het noorden van het eiland Mindanao. Bij de laatste census in 2007 had de gemeente bijna 28 duizend inwoners.

## Geografie

### Bestuurlijke indeling
Tamparan is onderverdeeld in de volgende 44 barangays:
| - Balutmadiar - Bangon - Beruar - Bocalan - Cabasaran - Dasomalong - Dilausan - Ginaopan - Lalabuan - Lilod Tamparan - Lilod Tubok - Lindongan - Linuk - Linuk Oriental - Lumbac | - Lumbaca Ingud - Lumbaca Lilod - Lumbacaingud South - Maidan Linuk - Mala-abangon - Maliwanag - Mariatao Datu - Minanga - Miondas - New Lumbacaingud - Occidental Linuk - Pagalamatan Linuk - Pagayawan - Picarabawan - Pimbago-Pagalongan | - Pindolonan Mariatao Sarip - Poblacion I - Poblacion II - Poblacion III - Poblacion IV - Raya Buadi Barao - Raya Niondas - Raya Tamparan - Salongabanding - Saminunggay - Talub - Tatayawan North - Tatayawan South - Tubok |

## Demografie
Tamparan had bij de census van 2007 een inwoneraantal van 27.875 mensen. Dit zijn 7.900 mensen (39,5%) meer dan bij de vorige census van 2000. De gemiddelde jaarlijkse groei komt daarmee uit op 4,70%, hetgeen hoger is dan het landelijk jaarlijks gemiddelde over deze periode (2,04%). Vergeleken met de census van 1995 is het aantal mensen met 10.368 (59,2%) toegenomen.

De bevolkingsdichtheid van Tamparan was ten tijde van de laatste census, met 27.875 inwoners op 170 km², 164 mensen per km².